# Edwards-Syndrom
Das Edwards-Syndrom des Menschen wird auch Trisomie 18, Trisomie E oder E1-Trisomie genannt, weil es auf Aneuploidie des 18. Chromosoms beruht, das dreifach (trisom) vorliegt. Diese Chromosomenaberration teilt einem Zellkern überzähliges Erbmaterial zu. Als Genommutation verursacht sie vielfältige körperliche Besonderheiten und führt zu Behinderungen, die ursächlich nicht zu heilen sind.
Das Syndrom ist mit überdurchschnittlich hoher Sterblichkeit der Kinder während der Schwangerschaft verbunden. Doch auch danach ist die Säuglingssterblichkeit hoch: Die Hälfte der Neugeborenen stirbt innerhalb von etwa 6 Tagen. Nur 15 % der Mädchen erreicht das 5. Lebensjahr. Trisomie 18 ist die zweithäufigste Aneuploidie nach Trisomie 21. In seltenen Fällen kommen Trisomie 18 und Trisomie 21 gemeinsam vor.
Das Syndrom ist nicht zu verwechseln mit dem Oro-fazio-digitalen Syndrom vom Edwardstyp.

## Geschichte / Entdeckung
Das Syndrom wurde 1960 von dem britischen Humangenetiker John Hilton Edwards erstmals als Folge einer Verdreifachung (Trisomie) von Erbmaterial des 18. Chromosoms beschrieben und nach ihm benannt.
Die zahlreichen anatomischen Anomalien des Syndroms stellte erstmals Jean de Grouchy zusammen.

## Auftretenshäufigkeit
Das Risiko, ein Kind mit Trisomie 18 zu gebären, ist stark vom Alter der Mutter abhängig. So beträgt für eine achtzehnjährige Frau das Risiko, in der 12. Schwangerschaftswoche ein Kind mit einer Trisomie 18 im Mutterleib zu tragen, etwa 1:2500. Dieses Risiko steigt auf etwa 1:180 für eine vierzigjährige Frau. Da zwischen der 12. Schwangerschaftswoche und der Geburt etwa 80 Prozent der Kinder mit Trisomie 18 im Mutterleib sterben, ist die Wahrscheinlichkeit, ein Kind zu gebären, entsprechend um etwa den Faktor 5 bis 6 geringer als für die 12. Schwangerschaftswoche angegeben. Damit ist das Edwards-Syndrom nach dem Down-Syndrom (Trisomie 21) die unter lebend geborenen Kindern zweithäufigste von einer Trisomie verursachte Krankheit.
Mädchen sind deutlich häufiger betroffen als Jungen: Von 100 Kindern mit Edwards-Syndrom sind durchschnittlich 75 weiblich und 25 männlich (Gynäkotropie / Verhältnis w:m = 3:1).

## Entstehung
Bei Menschen mit Trisomie 18 ist das Chromosom 18 oder ein Teil davon dreifach (= trisom) statt üblicherweise zweifach (= disom) in allen oder einigen Körperzellen vorhanden. Unterschieden werden folgende Typen:

### Freie Trisomie 18
Bei den meisten Menschen mit Edwards-Syndrom (ca. 95 %) besitzen alle Körperzellen das komplette Chromosom 18 dreifach. Diese Form des Syndroms entsteht, wenn eine der Keimzellen ein zusätzliches Chromosom 18 enthält. Zu dem Fehler kommt es, wenn bei der Bildung der Eizellen oder Samenzellen das Chromosompaar 18 nicht wie üblich (wie die anderen Chromosomenpaare) getrennt wird. Eine solche Non-Disjunction ereignet sich in der Meiose zufällig. Die Häufigkeit des Auftretens einer Freien Trisomie 18 nimmt mit höherem Alter der Mutter zu, obgleich jede gebärfähige Frau in jeder Altersstufe ein Kind mit Trisomie 18 erwarten kann. Der Karyotyp der Freien Trisomie 18 lautet für ein Mädchen 47,XX,+18 und für einen Jungen 47,XY,+18.

### Mosaik-Trisomie 18
Als Mosaik wird in der Genetik das Vorliegen mehrerer Karyotypen im selben Organismus verstanden. Bei der Mosaik-Trisomie 18, die etwa 3 % der Menschen mit Edwards-Syndrom betrifft, existieren eine trisome und eine disome Zelllinie nebeneinander. Ein Teil der Körperzellen besitzt normale Zellkerne mit 2n = 46, die übrigen Zellen haben kranke Kerne mit 47 Chromosomen. Der Karyotyp des Mosaiks wird daher 46,XX/47,XX,+18 bzw. 46,XY/47,XY,+18 formuliert. Nach der Befruchtung verlaufen die ersten Teilungen normal, sodass durch reguläre Mitosen disome Zellkerne entstehen. Wenn aber die Trennung der Schwesterchromatiden von Chromosom 18 unterbleibt, erhält ein Zellkern das 18-er dreifach. In diesem Fall geschieht Non-Disjunction in der Mitose und ist Ursprung der trisomen Zelllinie. Solch eine pathologische Chromosomenverteilung verursacht gleichzeitig im anderen (geschwisterlichen) Zellkern Monosomie 18. Die Mosaikformel lässt dieses Ereignis jedoch außer Acht, weil vollständige Monosomie eines Autosoms für die betroffene Zelle tödlich ist.
Je später in der Embryogenese die Chromatiden des Chromosoms 18 falsch verteilt werden, desto weniger trisome Zellen entstehen. Je mehr disome Zellen verbleiben, desto schwächer erscheinen die Symptome des Syndroms.

### Partielle Trisomie 18
Dieser Typus kommt bei etwa 2 % der Menschen mit Edwards-Syndrom vor. Bei der partiellen (teilweisen) Trisomie 18 liegen die Chromosomen 18 zwar wie üblich zweifach in allen Körperzellen vor, allerdings ist ein Teil eines der beiden Chromosomen 18 verdoppelt. Dadurch ist eines der Chromosomen 18 etwas länger als das andere, und die betroffenen Zellkerne enthalten die Erbinformationen dieses Abschnittes dreimal. Menschen mit Partieller Trisomie 18 zeigen die Merkmale des Syndroms nicht stark ausgeprägt. Doch diese Erwartung ist nicht zu verallgemeinern, sondern stets im Einzelfall zu betrachten, weil die Ausprägung jeweils vom Informationsgehalt des dreifachen Chromosomenabschnittes abhängt.

### Translokations-Trisomie
Sehr selten, darum in den Statistiken kaum aufgeführt, ist der Typus, bei dem sich das trisome Chromosomenmaterial vom Chromosom 18 an ein anderes Chromosom anheftet. Diese Ortsveränderung von Chromosomen wird in der Genetik als Translokation bezeichnet, die Form der Trisomie 18 wird entsprechend Translokations-Trisomie 18 genannt. Der Karyotyp lautet je nach dem mit welchem Chromosom die Verbindung besteht zum Beispiel: 46,XX,t(18;22) bzw. 46,XY,t(18;22). Bei einer Translokations-Trisomie 18 kann in manchen Fällen ein Elternteil „Überträger“ sein. Bei einem solchen Elternteil lässt sich eine Balancierte Translokation eines 18. Chromosoms nachweisen. Das Karyogramm zeigt bei ihm 45 statt 46 einzelne Chromosomen, weil sich zwei Chromosomen miteinander verbunden haben. Da bei dieser Besonderheit kein relevantes Erbgut wegfällt oder hinzukommt, sind die genetischen Informationen im Gleichgewicht (= balanciert), und es tritt bei der Person keine Trisomie 18 auf. Jedoch wird die Wahrscheinlichkeit erhöht, dass der betreffende Mensch ein Kind mit einer Translokations-Trisomie 18 zeugt. Haben sich bei der balancierten Translokation bei einem Elternteil beide Chromosomen 18 miteinander verbunden, hat ein von der betreffenden Person gezeugtes Kind immer eine Translokations-Trisomie 18/18.

## Symptome
Hinweiszeichen auf eine Trisomie 18 kommen bei einem Kind immer kombiniert vor, wenngleich nicht alle betroffenen Kinder alle Merkmale besitzen bzw. nicht alle Merkmale gleich stark ausgeprägt sind.

### Häufige Merkmale vor der Geburt (pränatal)
Im Zuge der sich stetig weiterentwickelnden Möglichkeiten vorgeburtlicher Untersuchungen (Pränataldiagnostik) sind mit der Zeit einige Besonderheiten dokumentiert worden, die häufig schon vor der Geburt bei Babys mit einem Edwards-Syndrom festgestellt werden können. Lediglich bei ca. 15 von 100 Kindern mit Trisomie 18 lassen sich keine vorgeburtlichen Hinweiszeichen finden.
Die nahezu sichere Diagnose einer Trisomie 18 ist nur durch eine Chromosomenuntersuchung möglich. Vorgeburtlich sind dazu nicht mehr nur invasive Untersuchungsverfahren (zum Beispiel Chorionzottenbiopsie, Amniozentese) nötig bzw. die sich diesen Methoden anschließende Chromosomenanalyse. Stattdessen gibt es jetzt bereits Tests, die Genbruchstücke des Fötus im Blut der Mutter analysieren können.
Zu den Merkmalen, die insbesondere in Kombination miteinander auf das Vorliegen einer Trisomie 18 beim ungeborenen Kind hindeuten können und die mitunter mittels Ultraschall- oder Blutuntersuchungen zu erkennen sind, zählen zum Beispiel:

#### Herz
- Herzfehler bei 80 % der Kinder (häufig Ventrikelseptumdefekte, Vorhofseptumdefekte und der AV-Kanal)

#### Schädel, Gehirn, Gesicht
- Plexuszysten (Zysten im Plexus choroideus, insbesondere besonders große Zysten, beidseitige Zysten oder solche Zysten, die auch nach der 28. Schwangerschaftswoche bestehen) bei ca. 43 % der Kinder.
- Dolichozephalie (Langschädel) mit ausladendem Hinterhaupt bei vergleichsweise kleinem Kopf (Mikrozephalie) in Erdbeerform (strawberry-shaped-head), Trigonocephalie mit prominenter „dreieckiger“ Stirn
- eine vergleichsweise kleine Mund-Kinn-Region mit zum Teil deutlicher Unterkieferrücklage aufgrund einer Kieferfehlentwicklung (mandibuläre Retrognathie), bei 15 % der Kinder liegt eine Lippen-Gaumenspalte vor.
- vergleichsweise kleine Mundöffnung (Mikrostomie)
- Holoprosencephalie (Entwicklungsstörung des Vorderhirns und des Gesichts aufgrund eines Fehlers bei der Trennung des Gehirns in zwei Hemisphären)
- Balkenagenesie (Fehlen oder starke Unterentwicklung des Corpus callosum, der Verbindung zwischen den beiden großen Gehirnhälften)
- Fehlbildungen des Zentralen Nervensystems (ZNS) (zum Beispiel Hydrocephalie, eine Ansammlung von Hirnflüssigkeit aufgrund einer Ableitungsstörung) bei ca. 20 % der Kinder
- Vergrößerung der Cisterna cerebellomedullaris (Cisterna magna) von mehr als 10 mm (Cisterna cerebellomedullaris = Liquorkammer, nackenseitig (=dorsal) zwischen Kleinhirn und Rückenmark gelegen)
- eine auffallend große Flüssigkeitsansammlung im Nackenbereich des ungeborenen Babys (ausgeprägte Nackentransparenz)
- Hygroma colli cysticum / zervikales Hygrom (im Halsbereich auftretende weiche, elastische Wucherung von Lymphgefäßen) bei ca. 15 % der Kinder

#### Extremitäten
- Flexionskontraktur der Finger: oft liegen die Zeigefinger über den Mittel- und Ringfingern und/oder die kleinen Finger liegen über den Ringfingern, sodass die Faust nicht geöffnet werden kann (clenched fist)
- Fehlbildung oder Fehlen des Daumens
- Fehlen des Speiche-Knochens am Unterarm (Radiusaplasie)
- Polydaktylie (zusätzliche Finger und/oder Zehen)
- vergleichsweise kurze Oberschenkel- (Femur) und Oberarmknochen (Humerus)
- Tintenlöscherfüße (rocker bottom feet, angeborene Plattfüße mit nach außen gewölbter Sohlenform bzw. mit nach innen gewölbtem Fußrücken oder Klumpfüße)
- eine Sandalenlücke / Sandalenfurche (vergrößerter Abstand zwischen der jeweils ersten und zweiten Zehe)
- vergleichsweise kurze Großzehen, vorstehendes Fersenbein (Kalkaneus)

#### Bauchraum
- Fehlbildungen im Bauchbereich, zum Beispiel Omphalocele (Nabelschnurbruch: Die Nabelschnur am Baby ist sackartig aufgebläht und Bauchorgane treten durch den Nabel hervor, in ca. 25 % der Fälle, wobei sich typischerweise nur Darm im Bruchsack befindet), Zwerchfellhernie (Zwerchfelldurchbruch, in ca. 10 % der Fälle), Gastroschisis (meist rechts vom Nabel gelegene Fehlbildung der Bauchwand mit Vorfall von Darmschlingen)
- Fehlbildungen der Nieren (häufig Hufeisenniere, Hydronephrose, Erweiterung des mit Urin gefüllten Nierenbeckens)
- Fehlbildungen der Harnleiter
- Fehlbildungen des Magen-Darm-Traktes
- einzelne Nabelschnurarterie (singuläre Umbilikalarterie) bei ca. 15 % der Kinder

#### Sonstiges
- ein vergleichsweise kleiner Fötus (früher Wachstumsrückstand, oft schon vor der 18. Schwangerschaftswoche, später meist niedriges Geburtsgewicht) bei 50 %
- eine vergleichsweise große Fruchtwassermenge (Polyhydramnion) bei ca. 25 % der Föten
- im Triple-Test gehäuft erniedrigte Werte für AFP, HCG und Estriol; AFP-Wert oft unter 60 % des üblichen Medianwertes
- Plazentainsuffizienz (Leistungsschwäche des Mutterkuchens)
- manchmal fallen deutlich verminderte Kindsbewegungen während der Schwangerschaft auf

### Häufige Merkmale nach der Geburt (postnatal)
Bei vielen Kindern mit Trisomie 18 können nach der Geburt weitere Besonderheiten festgestellt werden. Nicht alle Kinder weisen alle Merkmale auf bzw. nicht alle Merkmale sind in gleicher Ausprägung feststellbar. Zu den häufigsten Besonderheiten zählen:
- häufig möwenartiges Schreien im Neugeborenenalter
- Vierfingerfurche (bei etwa 75 von 100 Kindern)
- Augenfehlbildungen (zum Beispiel Hornhauttrübung, Katarakt, Glaukom, Colobom, Unterentwicklung der Augenmuskulatur/20 %)
- vergleichsweise kurze Lidspalten bei Hypertelorismus (vergleichsweise weit auseinanderstehende Augen)
- besonders geformte (dysplastische) Ohren, ungewöhnlich tief sitzende Ohren
- Verminderung des Hörvermögens (bei etwa 50 von 100 Kindern)
- abgeflachter Brustkorb (Schildthorax) mit kurzem Brustbein
- zunächst Muskelschwäche (Muskelhypotonie), später oftmals Muskelüberspannung (Muskelhypertonie)
- kognitive Behinderung

## Diagnose
Das Edwards-Syndrom kann vorgeburtlich (pränatal) durch bestimmte Hinweiszeichen (s. o.) und nach der Geburt (postnatal) aufgrund äußerlicher Merkmale vermutet werden (Verdachtsdiagnose). Während der Schwangerschaft besteht die Möglichkeit, die Trisomie 18 beim ungeborenen Kind durch eine Chromosomenanalyse mit hoher Sicherheit zu diagnostizieren oder auszuschließen. Das für diese Analyse erforderliche Material muss Zellen des Ungeborenen enthalten und konnte früher nur durch eine invasive Untersuchung (zum Beispiel die Chorionzottenbiopsie oder die Amniozentese) gewonnen werden. Seit 2012 gibt es auch eine nichtinvasive Untersuchungsmethode (Gewinnung der Zellen des Ungeborenen aus dem Blut der Mutter). Ab 1. Juli 2022 wird auch diese Untersuchungsmethode in Deutschland von den Krankenkassen finanziert.  Eine vorgeburtliche Chromosomenanalyse steht in Deutschland allen Frauen offen und muss Frauen ab 35 Jahren angeboten werden.
Für eine nahezu 100-prozentig sichere Diagnose nach der Geburt muss sich eine Chromosomenuntersuchung anschließen. Durch eine Chromosomenanalyse aus Lymphozyten des Blutes kann nicht nur die Diagnose gesichert werden, sondern auch die Art der Trisomie 18 (Freie Trisomie 18, Translokations-Trisomie 18, Mosaik-Trisomie 18) festgestellt werden.
Als Differentialdiagnosen kommen das Freeman-Sheldon-Syndrom, das Pena-Shokeir-Syndrom (Pseudo-Trisomie 18), das Smith-Lemli-Opitz-Syndrom, das Réthore-Syndrom, die Triploidie, das Zerebro-kosto-mandibuläre Syndrom sowie sonstige Syndrome mit pränataler Wachstumsverzögerung in Frage.

## Entwicklung
Insbesondere die Freie Trisomie 18 verursacht in der Regel schwere Behinderungen. Grobmotorische Fähigkeiten (sitzen, krabbeln, stehen, laufen) werden sehr viel später als von Regelkindern entwickelt.
Die Nutzung der expressiven Lautsprache (Sprachausdruck) ist Kindern mit Trisomie 18 nur selten möglich, viele Kinder erlernen schneller und besser unterstützende Gebärden (zum Beispiel nach Methoden wie dem GuK-Prinzip). Ihre rezeptive Sprache (Sprachverständnis) kann jedoch als deutlich besser gewertet werden.
Bei einer Befragung von zwölf Eltern eines Kindes mit Edwards-Syndrom zeigte sich folgendes: „Die Eltern der Kinder, die länger als ein Jahr überlebten, berichteten rückblickend, dass die meisten Kinder im Laufe des ersten Jahres Dinge verfolgen lernten, erste einfache Laute bildeten, sich auf die Seite rollten, responsiv lächelten, nach Dingen greifen und vertraute Erwachsene wiedererkannten. In den nächsten beiden Jahren gelang in vielen Fällen das gestützte oder freie Sitzen. Sie merkten sich, wo sich ein attraktiver Gegenstand befand, machten erste Ansätze zur Nachahmung, beteiligten sich an Babyspielen und verstanden Ankündigungen im Alltag. Im Alter von 4 bis 6 Jahren erreichten einige Kinder das Krabbeln, selbständiges Spiel in einfacher Form, konnten einfache Aufforderungen ausführen, bei der Körperpflege mithelfen, selbstständig stehen, Zusammenhänge wahrnehmen und erste Gesten gebrauchen. Die ältesten Kinder konnten im Gehfrei laufen und einfache Aufforderungen verstehen. Freies Laufen und eine sprachliche Verständigung ist nur in Einzelfällen berichtet worden“ (Sarimski, 2003, Seite 456 in Bezug auf Ray et al. 1986 und Woldorf & Johnson, 1994).
Da die Nahrungsaufnahme oftmals erschwert ist, werden viele Kinder zumindest zeitweise über eine Magensonde ernährt. In der oben zitierten Studien waren es 66 %. Gestillt werden konnten 0,8 % und 33,2 % wurden mit der Flasche gefüttert (vgl. ebd.).

## Prognose
Eine Trisomie 18 ist nicht ursächlich heilbar. 95 % der Fälle sterben bereits vor der Geburt. Von den Kindern, die ihre Geburt überleben, sterben im Verlauf des ersten Lebensjahres weitere 87 %–95 %.
Ihre Lebenszeit hängt stark davon ab, welche Besonderheiten (insbesondere im körperlich-organischen Bereich) bei ihnen in welcher Ausprägung vorliegen und ob sie nach der Geburt medizinisch und sozial adäquat behandelt werden. Abhängig vom Anteil der disomen Zellen ist die Symptomatik bei Kindern mit dem Mosaik-Typ der Trisomie 18 meist weniger schwer ausgeprägt und ihre Lebenserwartung oft günstiger. Gleiches gilt für Kinder mit einer Partiellen Trisomie 18. Mädchen haben durchschnittlich eine höhere Lebenserwartung als Jungen. Insbesondere „wenn ein Kind keine schweren Organfehlbildungen aufweist oder in den ersten Wochen vollständig auf keine apparative Sauerstoffversorgung angewiesen bleibt, besteht eine gute Aussicht auf eine längere Lebenszeit“: Rund 40 von 100 geborenen Kindern erreichen mit Behandlung das erste und 15 von 100 Mädchen das fünfte Lebensjahr. Die häufigsten Todesursachen bei Kindern/Jugendlichen mit Trisomie 18 sind derzeit Herzstillstand, Kreislaufversagen und Atemstillstand. Nur wenige Patienten mit Trisomie 18 erreichen das Jugend- und junge Erwachsenenalter.

## Wiederholungswahrscheinlichkeit
Eine Trisomie 18 kann durch nichts herbeigeführt werden. Eine generelle Prophylaxe (Vorbeugung) ist nicht möglich. Durch die Option der (Spät-)Abtreibung aus medizinischer Indikation kann nach der gesicherten vorgeburtlichen Diagnose allenfalls die Lebendgeburt des Kindes verhindert werden.
Für eine Frau, die bereits mit einem Kind mit freier Trisomie 18 schwanger war, liegt die Wahrscheinlichkeit, erneut ein Kind mit Edwards-Syndrom zu bekommen, gering (1 %) über der Wahrscheinlichkeit für ihre entsprechende Altersgruppe. Die geringe Erhöhung ergibt sich aus der nicht auszuschließenden Möglichkeit eines Mosaiks in den elterlichen Keimzellen.
Ähnliches gilt für eine Translokations-Trisomie 18, wenn der Chromosomenbefund der Eltern unauffällig ist. Allerdings gibt es hier keine Altersabhängigkeit. Wird bei einem Elternteil eine Balancierte Translokation eines 18. Chromosoms nachgewiesen, liegt die Wahrscheinlichkeit für Kinder mit dem Translokations-Typus des Syndroms theoretisch bei 25 %. Erfahrungswerte liegen jedoch weit darunter, da bei chromosomaler Inbalance der Fötus häufig schon frühzeitig und oft von der Schwangeren unbemerkt abstirbt. Allerdings beträgt die Wahrscheinlichkeit für eine Trisomie 18 beim Kind 100 %, wenn bei der Balancierten Translokation eines Elternteils die beiden Chromosomen 18 eines Paares miteinander verbunden sind (Translokation 18/18). Dies kommt äußerst selten vor.